# 大和村立西小学校内ヶ谷第二分校
大和村立西小学校内ヶ谷第二分校（やまとそんりつ にししょうがっこう　うちがたにだいにぶんこう）は、かつて岐阜県郡上郡大和村（現・郡上市）に存在した公立小学校の分校。

## 概要
- 大和村立西小学校の分校であり、大和村大字内ヶ谷（現・郡上市大和町内ヶ谷）の一部（字金山、及び内ヶ谷開拓地）が校区であった。元々、内ヶ谷地区には西小学校内ヶ谷分校が存在していたが、戦後開拓で内ヶ谷開拓地が開かれたことにより児童が増加。そのため、内ヶ谷第二分校が新たに開校した。1965年時点の児童数は12名。1971年廃校。
- 内ヶ谷地区は長良川支流の亀尾島川[注釈 3]上流部に位置し、内ヶ谷第二分校が存在した地区は最上流部であった。過疎化による集落再編成により、1970年代前半に集団離村し、2019年現在、住民はいない。
- この地域は2027年完成の内ケ谷ダムにより、水没する予定である[1]。

## 沿革
- 1959年（昭和34年）4月 - 大和村立西小学校内ヶ谷第二分校として開校。内ヶ谷開拓地の民家を仮校舎とする。内ヶ谷地区に以前から存在した内ヶ谷分校は内ヶ谷第一分校に改称する。
- 1962年（昭和37年）11月 - 内ヶ谷字金山に新築移転。
- 1970年（昭和45年）12月 - 過疎化による集落再編成により、内ヶ谷第二分校の校区の住民は、大和村大字剣字岩野[注釈 4]に集団移転。児童は大和村立北小学校に転校し、児童数は0となる。
- 1971年（昭和46年）3月 - 廃校。